# Goldene Zeiten

Goldene Zeiten logo

Goldene Zeiten est un film allemand de Peter Thorwarth sorti en 2006.
Ce film clôt une trilogie (Unna-Trilogie) tournée par le réalisateur dans la région d'Unna dont il est originaire. Bang Boom Bang (1999) attira environ 460 000 spectateurs, Was nicht passt, wird passend gemacht (2002) 670 000 environ, et Goldene Zeiten, 100 000. Ralf Richter est le seul comédien qui joue dans les trois films. Ils sont plus nombreux à avoir participé à deux des trois films de la trilogie (A. Neldel, C. Kahrmann, M. Knüfken, H. Giskes, W. Thomczyk, H.-M. Stier, H. Sözer).

## Synopsis
Jürgen Matthies organise comme président d'un club de golf une fête de bienfaisance qui doit servir officiellement à la construction d'un orphelinat en Roumanie. C'est Ingo Schmitz qui obtient, par ruse, la mission d'organiser cette fête. Il fait arriver par avion un ancien acteur d'Hollywood, Douglas Burnett, qui peut encore faire impression...
Une soirée est organisée pour Burnett, dans un hôtel avec cocaïne, prostituées et gardes du corps. Parallèlement, Ingo voudrait passer la nuit avec Melanie, une ancienne chanteuse. Mais l'un des gardes du corps tue l'une des prostituées...

## Fiche technique
- Titre original : Goldene Zeiten
- Réalisation : Peter Thorwarth
- Scénario : Peter Thorwarth, Alexander Rümelin
- Photographie : Jan Fehse
- Montage : Anja Pohl
- Musique : Kraans de Lutin
- Producteurs : Christian Becker, Benjamin Herrmann, Anita Schneider
- Société de production : Westside Filmproduktion (Krefeld)
- Coproduction : Senator Film Produktion (Berlin)
- Pays d'origine :  Allemagne
- Genre : Comédie policière
- Durée : 134 minutes
- Date de sortie :
  - Allemagne - 26 janvier 2006

## Distribution
- Wotan Wilke Möhring (Ingo Schmitz)
- Dirk Benedict (Douglas Burnett a.k.a. John Striker/Horst Müller)
- Wolf Roth (Jürgen Matthies)
- Alexandra Neldel (Melanie)
- Ralf Richter (Harald „Bullet Harry“ Grabowski)
- Christian Kahrmann (Mark Kampmann)
- Ludger Pistor (Dieter Kettwig)
- Birgit Stein (de) (Francesca Matthies)
- Hans-Martin Stier : Bauer Buschschulte